# John Young (universitaire)
John Young (1835 - 1902) est professeur britannique Regius d'histoire naturelle à l'Université de Glasgow et conservateur du Hunterian Museum de 1866 à 1902.

## Biographie
Il est né à Édimbourg le 17 novembre 1835. Il fait ses études au lycée de Calton Hill. Il étudie ensuite la médecine à l'Université d'Édimbourg obtenant son doctorat (MD) en 1857.
Young travaille comme médecin après avoir obtenu son diplôme à l'Université d'Édimbourg en 1857. Il travaille ensuite à l'Edinburgh Royal Infirmary et à l'Edinburgh Royal Asylum.
De 1860 à 1866, il travaille au British Geological Survey et sur l'Ordnance Survey, rencontrant et se liant d'amitié avec Roderick Murchison. En 1863, il est élu membre de la Royal Society of Edinburgh, son proposant étant Alexander Keith Johnston.
Son parcours est fortuit car la chaire Regius d'histoire naturelle de Glasgow est vacante et la dernière personne titulaire, Henry Darwin Rogers, qui est décédé, était un géologue. Young a une formation médicale et géologique qu'il utilise pour enseigner aux étudiants la zoologie et la géologie. Young s'intéresse aux pièces de monnaie et est largement lu. Il publie aussi des travaux sur la paléontologie.
À partir de 1866, il est professeur d'histoire naturelle à l'Université de Glasgow, enseignant exceptionnellement à la fois la zoologie et la géologie.
Il est simultanément le conservateur en chef du Hunterian Museum qui contient les rassemblements éclectiques de son fondateur. Young se rend compte que le musée est destiné à soutenir l'enseignement. D'une part, il propose que les collections de pièces de monnaie soient vendues, d'autre part, il apporte des fossiles frais de Girvan qui ont été rassemblés par l'enthousiaste collectionneuse de fossiles Elizabeth Gray (paléontologue) (en).
Young organise le déménagement du musée à Gilmorehill en 1870. Il meurt le 13 décembre 1902. Après sa mort, sa bibliothèque est achetée par un bienfaiteur comme cadeau à l'université.